# سونج عليا
سونج عليا هي قرية في مقاطعة ميانة، إيران. عدد سكان هذه القرية هو 40 في سنة 2006.